# Franz Pelzer
Franz Pelzer war ein deutscher Architekt in der 2. Hälfte des 19. Jahrhunderts, der von Kleve aus im niederrheinischen Teil des Bistums Münster Sakralbauten im Stil der Neugotik errichtete, landschaftsbedingt in Backstein-Mauerwerk ausgeführt.

## Bauten
| Bild                              | Bauzeit   | Bauwerk              | Ort        | Beschreibung                                                                        |
| --------------------------------- | --------- | -------------------- | ---------- | ----------------------------------------------------------------------------------- |
| Düffelward, St. Mauritius         | 1851–1852 | St. Mauritius        | Düffelward | Saalkirche                                                                          |
| Velen, St. Andreas                | 1858–1860 | St. Andreas          | Velen      | dreischiffige Basilika                                                              |
| Frasselt, Katholische Pfarrkirche | 1860–1862 | St. Antonius         | Frasselt   | dreischiffige Basilika                                                              |
|                                   | 1869–1871 | St. Mariä Empfängnis | Labbeck    | einschiffige Backsteinkirche                                                        |
| Rindern, Sankt Willibrord         | 1870–1871 | St. Willibrord       | Rindern    | dreischiffige Staffelhalle; Westturm 1888 nach Plänen des Architekten Vinzenz Statz |
| Materborn, St. Anna               | 1880–1882 | St. Anna             | Materborn  | Saalkirche; Kirchturm 1905 angefügt                                                 |
| Hau, St. Antonius Abbas           | 1882      | St. Antonius Abbas   | Hau        | Erweiterung zur dreischiffigen Hallenkirche                                         |